# Idioma palauano
El idioma palauano o palavano (tekoi ra Belau) es una lengua malayo-polinesia que se habla en Palaos, una república insular del oeste de Oceanía y también en menor grado en la vecina Guam. Es el idioma oficial del país junto al inglés en 13 de sus 16 estados, siendo las excepciones Angaur (inglés, japonés y angaur), Hatohobei (inglés y tobiano) y Sonsoral (inglés y sonsorol). Lo hablan alrededor de 15000 personas. El idioma se escribe en un alfabeto latino adaptado que consta de 5 vocales y 10 consonantes y ha adoptado algunas palabras del español y del japonés.

## Clasificación
Las lenguas malayo-polinesias eran divididas por los lingüistas en dos ramas: malayo-polinesio occidental, dentro de la que se hallaba el palauano, y malayo-polinesio centro-oriental. Luego se determinó que la rama occidental o hesperonesia quedaba como una unidad solo por criterios geográficos. Estudios posteriores la dividieron en un grupo "exterior" o lenguas de Borneo-Filipinas y un grupo interior o lenguas Sonda-Célebes, al cual pertenecería el palauano, y que junto con las lenguas malayo-polinesias centro-orientales componía el grupo malayo-polinesio nuclear. Sin embargo nuevos métodos lingüísticos han determinado que el palauano pertenece a un nuevo clado, el de las lenguas sulawesi-polinesias.
En este grupo occidental interior hay 17 subgrupos y el palauano es el único miembro de uno de ellos, otros son el chamorro y las lenguas maláyicas, entre las que destacan el malayo, con su variante estadarizada, el indonesio.

## Fonología
Se distinguen 11 consonantes y 5 vocales fonémicas. Para muchas de ellas hay alófonos según la posición que ocupen en la palabra o la oración.

### Vocales
|         | Anterior | Central | Posterior |
| Cerrada | i        |         | u         |
| Media   | ɛ        |         | o         |
| Abierta |          | a       |           |

- Todas las vocales en ciertos contextos pueden reducirse a schwa [ə].

### Consonantes
|             | bilabial | dental | dento-alveolar | alveolar | velar | glotal |
| nasal       | mw       |        |                |          | ŋ     |        |
| oclusiva    | p        | t      |                |          | k     | ʔ      |
| fricativa   |          | ð      | s              |          |       |        |
| aproximante | w        |        |                |          |       |        |
| vibrante    |          |        |                | ɾ        |       |        |
| lateral     |          |        |                | l        |       |        |